# Roberto Ippolito

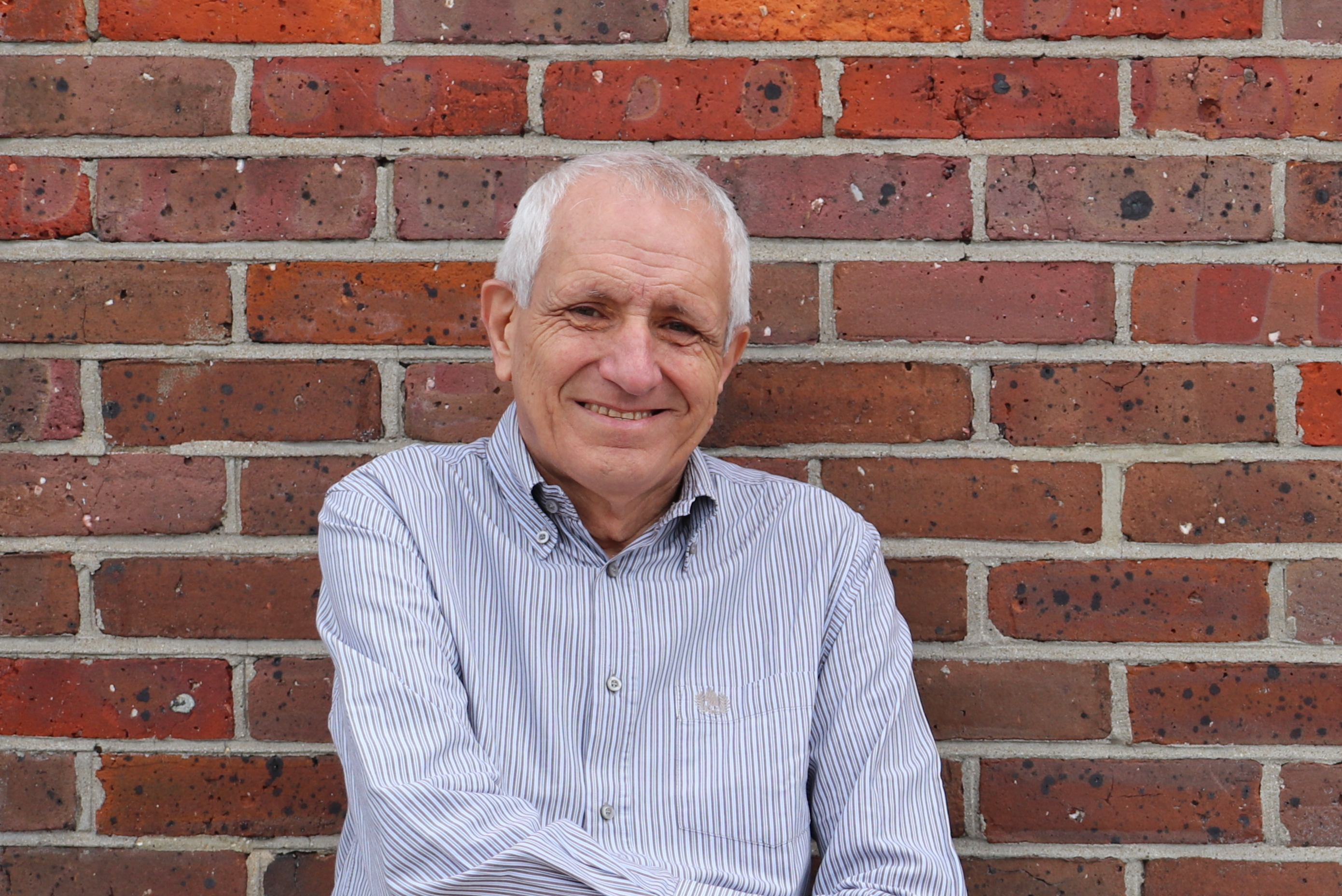
Roberto Ippolito, giornalista e scrittore italiano

Roberto Ippolito (Napoli, 5 settembre 1951) è un giornalista e scrittore italiano. È autore di libri d'inchiesta di successo sulla legalità, sulla cultura e su temi sociopolitici, tra i quali Evasori, Il Bel Paese maltrattato, Ignoranti, Abusivi, Eurosprechi e Delitto Neruda. Conoscitore del mondo letterario, è organizzatore di eventi che portano la cultura fra la gente nei luoghi più vari, come centri commerciali, mondiali di nuoto, navi, aeroporti, pullman, scuole, musei, siti Unesco, parchi. È stato editor del Festival dell'economia di Trento. Ha dato vita al Tour del Brutto dell'Appia Antica. Dopo aver curato a lungo l'economia per il quotidiano La Stampa, è stato direttore comunicazione Confindustria, direttore relazioni esterne dell'università LUISS di Roma e docente di "Imprese e concorrenza" alla Scuola superiore di giornalismo della stessa LUISS.

## Biografia

### L'attività giornalistica
Inizia il percorso professionale al quotidiano Il Mezzogiorno d'Abruzzo. Successivamente è redattore del settimanale Il Mondo e partecipa alla nascita del quotidiano Italia Oggi.
Dal 1989 al 2005 cura l'informazione economica del quotidiano La Stampa, realizzando inchieste e approfondimenti sulle vicende di maggior rilievo nazionali e internazionali, come l'apertura dei mercati per le telecomunicazioni, l'energia e i trasporti; le regole della competizione fra le imprese; la tutela del lavoro e dei consumatori; le privatizzazioni. Fra queste: la battaglia di Seattle (la prima grande contestazione no global in occasione della Conferenza ministeriale dell'Organizzazione mondiale del commercio WTO); il caso Enimont; la scalata Telecom Italia e al processo di liberalizzazione delle telecomunicazioni.
Come direttore della comunicazione della Confindustria ha promosso l'organizzazione della rete di comunicazione dell'intero sistema associativo.

### L'attività letteraria
Nel 2000 pubblica il suo primo libro con l'editore Editori Laterza: L'Italia dell'economia. Fatti, dati protagonisti del 2000, un compendio, sotto forma di un dizionario degli avvenimenti e dei fenomeni dell'economia. Nel 2002, sempre per la Laterza, è autore di Vivere in Europa. Un confronto in cifre, su stili di vita, abitudini e caratteristiche dei paesi dell'Unione Europea.
Nel 2004 ha pubblicato, sempre con Editori Laterza: 2014 il futuro che ci aspetta, che individua e analizza le tendenzo sociali, economiche e tecnologiche, con il contributo dei maggiori esperti del settore, tra i quali: Tito Boeri, Innocenzo Cipolletta, Marta Dassù, Ferruccio De Bortoli, Gian Maria Gros-Pietro, Ives Mény, Andrea Pininfarina, Gino Roncaglia (filosofo) e Piero Luigi Vigna.
Con l'editore Bompiani pubblica due libri inchiesta. Il primo, nel 2008 ha come titolo Evasori. Chi come quanto, l'inchiesta sull'evasione fiscale, vince il Premio Anima per la sezione giornalismo a Roma e il Battì Libro a Massa Carrara. Il saggio rivela per la prima volta il fenomeno dell'evasione fiscale, documentando i trucchi utilizzati dagli evasori, diventando punto di riferimento nella battaglia contro tale malcostume. Sulla scia del libro, partecipa alla stagione 2009/10 del programma televisivo Mi manda Raitre, condotto da Andrea Vianello.
Nel settembre 2010 esce il secondo libro inchiesta: Il Bel Paese maltrattato. Viaggio tra le offese ai tesori d'Italia (Bompiani), vincitore del Premio speciale per il 150° dell'Unità d'Italia per la saggistica storica assegnato a Terracina e finalista al Premio Roma. Attraverso centinaia di episodi denuncia il degrado e l'incuria dei beni culturali e del paesaggio che oltraggiano il patrimonio e la memoria. Il libro denuncia, inoltre, la carenza di risorse pubbliche e i tagli alla spesa per la cultura del bilancio dello Stato.
I quattro libri successivi vedono la luce con l'editrice Chiarelettere: Ignoranti, L'Italia che non sa. L'Italia che non va (2013), inchiesta sul basso livello di competenze, istruzione e cultura dell'intero Paese. ottenuta in base alla ricerca di un'ampia serie di dati nazionali e internazionali.  Gravi le conseguenze per l'economia: alla scarsa attenzione per il sapere corrisponde nei circa quindici anni precedenti il minore livello di crescita del pil in Europa. Il libro è finalista al Premio Biblioteche di Roma 2014e al Premio Roma 2013. e al centro di incontri in tutta Italia.
Abusivi, sottotitolo La realtà che non vediamo. Genio e sregolatezza degli italiani (Chiarelettere, 2014)  ) è la prima inchiesta svolta a tutto campo sui comportamenti al di fuori delle norme e illegali raccontati con una ricchezza di episodi spesso singolari e imprevedibili. Contiene anche la stima di 42 miliardi di euro del giro d’affari irregolari con danni anche pesanti dalla salute al lavoro nero o alla sicurezza.
Eurosprechi, Tutti i soldi che l'Unione butta via a nostra insaputa (2016) allarga lo sguardo alle disfunzioni dell’Unione Europea che rovinano il sogno europeo: fa emergere il cattivo uso delle risorse in una lunga serie di casi come le autostrade finanziate ma con poche auto, gli aeroporti costruiti senza passeggeri, la proliferazione degli enti, gli immobili posseduti nel mondo e non usati.
L'ultimo titolo pubblicato con Chiarelettere è Delitto Neruda (2020). incentrato su una vasta inchiesta internazionale, mai prima realizzata, che smentisce la causa della morte di Pablo Neruda ufficialmente attribuita a un tumore: “Il poeta premio Nobel ucciso dal golpe di Pinochet” si legge sulla copertina. Il libro contiene le prove sostenibili, gli indizi e il movente della fine non naturale. Per il drammatico racconto con le caratteristiche del thriller le fonti sono di tutto il mondo: archivi, perizie scientifiche, testimonianze, giornali cartacei e online, radio, televisioni, blog, libri. Rodolfo Reyes, nipote di Neruda e rappresentante legale dei familiari, in un videomessaggio, inviato per la presentazione a Capri, afferma che “questa opera è un anticipo della verità giudiziaria che in Cile si è voluto nascondere per diversi motivi e interessi”. Gli accertamenti scientifici consegnati a Santiago del Cile il 15 febbraio 2023 al giudice Paola Plaza confermano la presenza di un batterio fatale nel corpo di Neruda.  Delitto Neruda ottiene il Premio letterario Terme di Montecatini 2021.
È il curatore di Quella volta in libreria. Gli scrittori per i 30 anni della Libreria Nuova Europa I Granai, (Garzanti 2022), raccolta, in edizione speciale fuori commercio, di quarantadue racconti inediti firmati da alcuni dei più apprezzati autori in Italia e all'estero, per festeggiare il compleanno dell’attività di Barbara e Francesca Pieralice: Viola Ardone, Stefania Auci, Luca Bianchini, Marco Buticchi, Maria Grazia Calandrone, Massimo Carlotto, Donato Carrisi, Carola Carulli, Teresa Ciabatti, Roberto Costantini, Giancarlo De Cataldo, Maurizio De Giovanni, Paolo Di Paolo, Donatella Di Pietrantonio, Costantino D'Orazio, Valentina Farinaccio, Lorena Fiorelli, Catena Fiorello, Antonio Forcellino, Andrea Frediani, Chiara Gamberale, Alessia Gazzola, Roberto Ippolito, Leonardo G. Luccone, MariaGiovanna Luini, Antonio Manzini, Lorenzo Marone, Daniele Mencarelli, Sabina Minardi, Chiara Moscardelli, Giorgio Nisini, Romana Petri, Rosella Postorino, Piergiorgio Pulixi, Tea Ranno, Clara Sánchez (con la traduzione di Francesca Coppola), Massimiliano Smeriglio, Nadia Terranova, Mario Tozzi, Ilaria Tuti, Walter Veltroni e Mirko Zilahy.

### L'organizzazione di eventi culturali
Lo sviluppo della lettura e l’impulso alla conoscenza e alla diffusione dei libri caratterizzano in modo particolare l’impegno come promotore di attività nel campo della cultura. Questo si manifesta nelle forme e nei luoghi più diversi e insoliti.
Nel 2004 e 2005 anima le conversazioni a inviti con rappresentanti delle istituzioni, economisti e intellettuali svolte nello storico villino ai Parioli della casa editrice Laterza. Nello stesso periodo è coordinatore dei “Seminari dell’Imprenditore” in tutta Italia.  Dal 2007 al 2009 dirige gli Incontri con l'autore del Festival dell'economia di Trento del Festival dell'economia è stato editor coordinando la gestione del programma della manifestazione.
Come organizzatore della cultura ha promosso conversazioni con autori presso la casa editrice Laterza dando origine a cicli di dibattiti con la partecipazione di rappresentanti delle istituzioni, economisti e intellettuali. 
In occasione dei campionati mondiali di nuoto di Roma del 2009 ha ideato il ciclo di incontri con i libri Un tuffo nelle pagine ospitato al Villageroma, il Villaggio ospitalità della manifestazione. Per la prima volta in un grande evento sportivo internazionale è stato previsto un appuntamento letterario.
È stato direttore editoriale dal 2010 al 2014 di A tutto volume. Libri in festa a Ragusa. Con il festival, aperto sia alla saggistica che alla narrativa, gli scrittori hanno trascorso tre giorni insieme e la città di Ragusa è stata animata dai libri ai primi posti nelle classifiche di vendita, al centro dell'attenzione per le riflessioni proposte o appena usciti: gli incontri hanno luogo in spazi normalmente non destinati ad appuntamenti con autori, ma molto suggestivi come piazza Duomo a Ibla, i giardini della Cattedrale a Ragusa Superiore, un ponte, gli angoli barocchi della città ma anche una pasticceria o negozi di prodotti tipici. La manifestazione di Ragusa è diventata sin dalla prima edizione un appuntamento culturale di rilievo nazionale e un veicolo turistico.
Dal 2011, a Castellaneta (Taranto) è direttore editoriale della rassegna di libri di saggistica Pagine in cammino realizzata dal Club Runner 87, centrata in particolare su politica, economia e giustizia.
Ha anche coordinato i Seminari dell'Imprenditore, la rivista del comitato Piccola Industria della Confindustria dedicati al mercato del lavoro e al credito e realizzati in tutta Italia
Nel 2012 ha ideato e realizzato con lo scrittore Giorgio Nisini Lo Smontalibri, un'iniziativa svolta nelle scuole di Viterbo e provincia con la quale gli studenti sono entrati in contatto con gli autori e hanno reinventato i libri con video, foto, recite, altri testi o altro ancora.
È il creatore e il direttore editoriale di Libri al centro, il primo festival mai svolto in un centro commerciale. È stato letteralmente occupato Cinecittàdue, organizzatore dell'evento con la collaborazione della catena di librerie Arion. Libri al centro ha rappresentato una risposta alla crisi della lettura avvicinando gli scrittori alla gente in un posto imprevedibile. La rassegna ha portato per una settimana intera, dal 7 al 13 aprile 2014 e dal 13 al 19 aprile 2015, autori di primo piano di tutti i generi letterari.
È l'ideatore e il curatore della rassegna Nel baule realizzata al Maxxi, il Museo nazionale delle arti del XXI secolo, da luglio a ottobre 2014. I protagonisti dei vari campi della cultura (Gianni Berengo Gardin, Dacia Maraini, Lina Wertmuller, Chiara Valerio, Ferdinando Scianna, Pupi Avati, Filippo La Porta, Gianrico e Francesco Carofiglio) hanno confessato i propri ricordi, professionali ma anche privati, ricavati dai libri autobiografici di cui loro stessi sono autori. Da una vecchia cassa da viaggio collocata al centro dell'installazione vincitrice della gara di architettura Yap sono state tirate fuori delle pagine lette da attori e in alcuni casi dai partecipanti. Il baule è diventato un oggetto simbolo e di richiamo.
Direttore editoriale di “conPasolini”, sottotitolo “Dieci giorni alla scoperta di una vita”, dal 25 settembre al 4 ottobre 2015. Con l'organizzazione della Libreria Nuova Europa I Granai, ha ricostruito l'esistenza di una delle figure più importanti del novecento italiano attraverso un originale percorso guidato in pullman nei luoghi simbolo dello scrittore e regista Pier Paolo Pasolini e un programma articolato comprendente incontri sui libri, sui film e sulle canzoni e la mostra fotografica “I tanti Pasolini” dell’Archivio Riccardi.
È stato direttore editoriale di “Voluminosi”, il “Festival non stop scrittori lettori librai nella raddoppiata Nuova Europa I Granai”, libreria indipendente di Roma. Sabato 25 marzo 2017 ininterrottamente per nove ore ha condotto le conversazioni con gli scrittori scelti più amati di tutti i generi. È stato un festival record per la durata senza pausa e l’eccezionale affluenza di pubblico rimasto incollato. Hanno partecipato Edoardo Albinati, Ilaria Beltramme, Luca Briasco, Toni Bruno, Marianna Coppo, Antonello Dose, Claudio Damiani, Giancarlo De Cataldo, Domenico De Masi, Diego De Silva, Costantino D’Orazio, Paolo Di Paolo, Antonio Forcellino, Roberto Koch, Andy Luotto, Michela Monferrini, Dario Salvatori, Clara Serretta, Elio Pecora, Romana Petri, Mirko Zilahy, preceduti sabato 18 marzo da Carlos Ruiz Zafón protagonista dell’anteprima.
Ha ideato e condotto lo spettacolo “Un milione di Marianna Ucrìa”, sottotitolo “Il grazie dei lettori a Dacia Maraini”, per festeggiare il traguardo di vendite delle copie del romanzo della scrittrice. Registrando il tutto esaurito, l’evento si è svolto con la partecipazione di Dacia Maraini al Teatro Palladium, alla Garbatella a Roma, il 16 ottobre 2017, con l’organizzazione della libreria Nuova Europa I Granai. Nella prima parte della serata è stato proiettato il film “Marianna Ucrìa” di Roberto Faenza, protagonista di una conversazione con lo scrittore e sceneggiatore Diego De Silva. Si sono poi succedute numerose testimonianze sull’opera della Maraini.
Tra maggio e giugno 2020 ha diretto “#TreFlash”, festival letterario online. Il numero tre indica le domande poste agli scrittori per tirar fuori, con la massima agilità, il succo dai loro libri con risposte della durata massima di un minuto. L’organizzazione è della libreria Libri ed Eventi di San Benedetto del Tronto con la collaborazione dell’associazione I Luoghi della Scrittura. I videoeventi sono stati diffusi sui social.
In due luoghi particolari di Roma, la multietnica e multiculturale Piazza Vittorio e il Parco Talenti, in qualità di direttore editoriale ha realizzato e condotto rispettivamente le rassegne “Libri a Piazza Vittorio” e “LibriCineVillage” nell’ambito delle grandi arene allestite per l’estate romana 2021 dall'Anec Lazio, l’Associazione esercenti cinema., e dall’Agis, l’Associazione generale dello spettacolo.
Dall'edizione 2014 è giurato del Premio Strega in seguito alla nomina nel gruppo degli Amici della domenica.È fra gli ideatori della mostra fotografica “Vita da Strega” che racconta la storia del premio letterario italiano più importante, curata da Maurizio Riccardi e Giovanni Currado con le immagini dell'Archivio Riccardi. La mostra ha avuto il primo allestimento il 7 giugno 2012 a Spazio5 a Roma e ha toccato poi altre località italiane.
Per il Parco regionale dell'Appia Antica ha ideato e curato l'opera collettiva “L'arte per l'articolo 9”. Ventiquattro artisti hanno contribuito con un proprio lavoro, ognuno con una delle parole della Costituzione dedicate al patrimonio culturale e paesaggistico. Nata grazie a una scelta del commissario del Parco, Mario Tozzi, l'opera collettiva è collocata in modo permanente nell'ex Cartiera Latina, sede dell'ente, ed è stata inaugurata il 26 aprile 2014 dal presidente della Corte costituzionale Gaetano Silvestri. I ventiquattro artisti sono: Andrea Aquilanti, Giovanni Albanese, Teresa Bianchi, Chiara Casco, Francesco Cervelli, Carl D'Alvia, Alberto Di Fabio, Pablo Echaurren, Lucrezia Cembran Gaetani, Giuseppe Gallo, Alessandro Giannì, Sylvio Giardina, Gianfranco Grosso, Francesco Impellizzeri, Francesco Irnem, Fabio Lattanzi Antinori, Valentina Nascimben, Barbara Nati, Lara Pacilio, Epvs, Luca Padroni, Francesco Patriarca, Gregorio Samsa, Matteo Sanna.
Ha ideato e condotto il 14 giugno 2015 il Tour del brutto dell'Appia Antica, la visita guidata con la denuncia dettagliata degli oltraggi e degli abusi che sfregiano la storica strada ricca di monumenti. L'iniziativa è stata realizzata sotto le insegne del Parco Regionale dell'Appia Antica, il primo ente gestore di un'area protetta che in questo modo ha mostrato le gravi offese compiute sul proprio territorio. Attraverso venti tappe e un percorso personale di 1,8 km sono state documentate irregolarità di tutti i tipi, con la partecipazione anche del commissario Mario Tozzi.

## Opere
- L'Italia dell'economia. Fatti dati protagonisti del 2000, Laterza (2000)
- Vivere in Europa. Un confronto in cifre, Laterza (2002)
- 2014 il futuro che ci aspetta, Laterza (2004)
- Evasori. Chi come quanto, l'inchiesta sull'evasione fiscale, Bompiani (2008)
- Il Bel Paese maltrattato. Viaggio tra le offese ai tesori d'Italia, Bompiani (2010)
- Ignoranti, L'Italia che non sa. L'Italia che non va, Chiarelettere (2013)
- Abusivi. La realtà che non vediamo. Genio e sregolatezza degli italiani, Chiarelettere (2014)
- Eurosprechi. Tutti i soldi che l'Unione butta via a nostra insaputa, Chiarelettere (2016)
- Delitto Neruda, Chiarelettere (2020)

### Racconti
- Favola Il libro Tutto in Il piccolo libro magico, onlus Terra dei piccoli, Edizioni Giuseppe Laterza (2010)
- Scialatielli Tuttitalia in Ricette per ricominciare. Quaranta autori in cucina per la ricostruzione del Centro Italia, Ali&no (2016)
- Quella volta in libreria. Gli scrittori per i 30 anni della Libreria Nuova Europa I Granai, Garzanti (2022), raccolta con 42 racconti in edizione speciale fuori commercio. Curatore e autore di Il sogno della quindicenne

## Riconoscimenti
- Premio Battì Libro, Massa 2009 per Evasori[69]
- Premio Anima 2009, Roma per Evasori[70]
- Premio Roma 2011 finalista per Il Bel Paese maltrattato[71]
- Premio speciale 150° Unità d’Italia, Terracina per Il Bel Paese maltrattato[72]
- Premio letterario Terme di Montecatini 2021 per Delitto Neruda[73]